# میشل مورگانلا
میشل مورگانلا (انگلیسی: Michele Morganella؛ زادهٔ ۲۵ آوریل ۱۹۸۶) بازیکن فوتبال اهل سوئیس است.
از باشگاه‌هایی که در آن بازی کرده‌است می‌توان به باشگاه فوتبال سیون و باشگاه فوتبال کیاسو اشاره کرد.